# Rajiv Gandhi
Rajiv Gandhi (Bombaim, 20 de agosto de 1944 — Sriperumbudur, Tâmil Nadu, 21 de maio de 1991) foi primeiro-ministro da Índia entre 1984 e 1989 e líder do Partido do Congresso Nacional Indiano. Filho mais velho de Indira Gandhi, a quem sucedeu no governo indiano após seu assassinato por seus guarda-costas siques. Rajiv, por sua vez, tal como a mãe, foi assassinado, só que por extremistas tâmeis, durante a campanha eleitoral de 1991.
Rajiv, antes de entrar na política, era piloto de aviões comerciais. Era casado com a italiana Sonia Gandhi, que o sucedeu como líder do Partido do Congresso da Índia, com quem teve dois filhos.